# 悉尼号轻巡洋舰 (1912年)
悉尼号轻巡洋舰（英語：HMAS Sydney）隶属于皇家澳大利亚海军，是查塔姆级轻巡洋舰的第四艘。该舰于1911年开工，1912年下水，1913年服役。
第一次世界大战初期，悉尼号参加了澳大利亚海军与军事远征队的支援工作，并负责护卫第一支澳大利亚和新西兰军团。1914年11月9日，悉尼号在科科斯战役中击败德国埃姆登号轻巡洋舰。1915年至1916年间，悉尼号在北美与西印度群岛舰队服役。1916年11月，悉尼号在苏格兰格里诺克加入第2轻巡洋舰舰队。1917年5月4日，悉尼号与德国齐柏林飞艇发生交战，双方都受到损坏。同年底，悉尼号成为澳大利亚第一艘实现舰载飞机起飞的军舰。
战争结束后，悉尼号被储备起来，一年后重新启用，成为皇家海军的旗舰。1928年，悉尼号退役并拆除。有几个部分被保留下来作为纪念物，三门主炮随后被用于海岸防御工事。

## 历史

### 早期历史

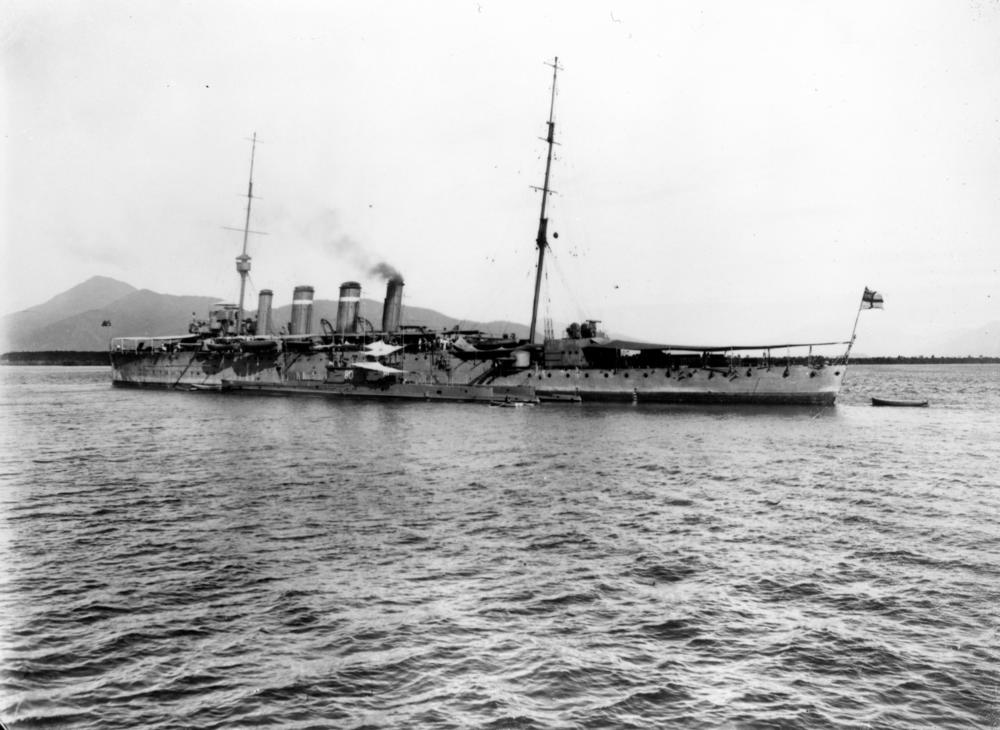
悉尼号与AE1号潜艇和AE2号潜艇

1913年9月13日，悉尼号在处女航后抵达西澳大利亚州奥尔巴尼，此后一直在澳大利亚东海岸活动。1914年3月，悉尼号前往新加坡与两艘新潜艇AE1号和AE2号汇会。5月，三艘舰艇抵达悉尼，悉尼号重回东海岸巡逻。
第一次世界大战爆发后，悉尼号加入海军上将乔治·埃德温·佩蒂和澳大利亚号战列巡洋舰。很快，悉尼号被命令担任澳大利亚海军与军事远征军的保护工作，而后者负责占领本地区德国殖民地的资产。9月，悉尼号参加了对拉包尔和昂奥尔岛的行动。10月，悉尼号与姊妹舰墨尔本号轻巡洋舰离开位于悉尼的佩蒂舰队，加入了护送澳大利亚和新西兰军团去埃及的队伍。护卫队先沿着南岸抵达奥尔巴尼，随后在11月1日启程前往科伦坡。

### 科科斯战役
11月9日晨，科科斯群岛迪雷克申岛上的通讯站被德国埃姆登轻巡洋舰占领。在被占领前，通讯站向外发出的求救信号被护卫队收到，于是悉尼号奉命前去探查。埃姆登号的无线电报员正好听到了求救信号和发给悉尼号的命令，于是做好了迎战准备。
当悉尼号第一次发现埃姆登位置时，埃姆登号已经开始开火。悉尼号马上回击，击毁了埃姆登号的三个烟囱、前桅、无线电设备和舵机，并使发动机舱着火。埃姆登号被迫登陆搁浅，而悉尼号则继续追击煤炭补给船。由于煤炭船已经开始沉没，悉尼号重新转向埃姆登号。在悉尼号发出投降警告后，德国人将船上的战旗降下。
交战过程中，悉尼号大约发射了670发炮弹，大约100发击中，而自己被击中60次，3名士兵阵亡、13名士兵受伤。134名德国士兵阵亡，其余则被悉尼号俘虏，随后被送往马耳他瓦莱塔的英军军营。在离开瓦莱塔后，悉尼号于1915年1月6日抵达百慕大，加入北美和西印度群岛舰队。

### 大西洋
悉尼在美洲大陆沿岸度过了十八个月平静的巡逻时光。1916年9月9日，悉尼号前往英国，在格里诺克进行了短暂的修整后，加入了斯卡帕湾的第5战队。11月15日，悉尼号在格里诺克被编入第2轻巡洋舰舰队。

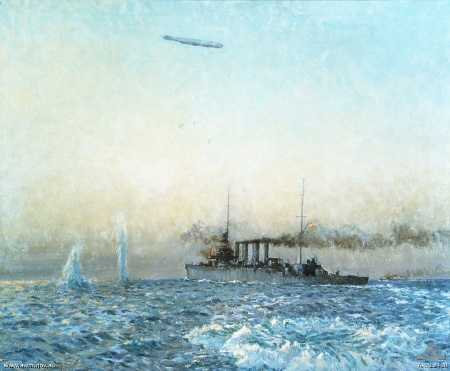
交战中的悉尼号和齐柏林飞艇

1917年5月4日，在汉堡河口巡逻的悉尼号与齐柏林飞艇发生交战。飞艇向悉尼号投下了10或12颗炸弹，但没有成功。悉尼号随及用防空舰炮进行回击。交战直至双方弹药用尽才结束。
1917年8月，悉尼号停泊在查塔姆，进行为期三个月的整修。在此期间，悉尼号更换了新的三桅帆，安装了可旋转的飞机起飞平台，这是所有舰艇中的第一次。12月8日，悉尼号从姊妹舰都柏林号轻巡洋舰上获得了一架飞机，成为澳大利亚海军第一艘可以起飞飞机的舰艇。12月17日，飞机再次起飞，使悉尼号成为第一艘使用可旋转平台进行飞机起飞作业的舰艇。1918年6月1日，舰载机起飞参与了唯一一次战斗行动，当时悉尼号正与第2轻巡洋舰舰队前往黑尔戈兰湾发动袭击，两架德国飞机进行还击。舰载机击落了两架德国飞机中的一架，但随后一支机枪故障而另一支机枪弹药用尽，无法回到悉尼号上，只能迫降在海上。
1918年11月21日，悉尼号参加了公海舰队的投降仪式。1919年4月，悉尼号离开英国回国。

### 战后
1923年4月13日，悉尼号被储备起来。1924年9月29日，悉尼号重新服役，成为澳大利亚海军的旗舰。

## 退役

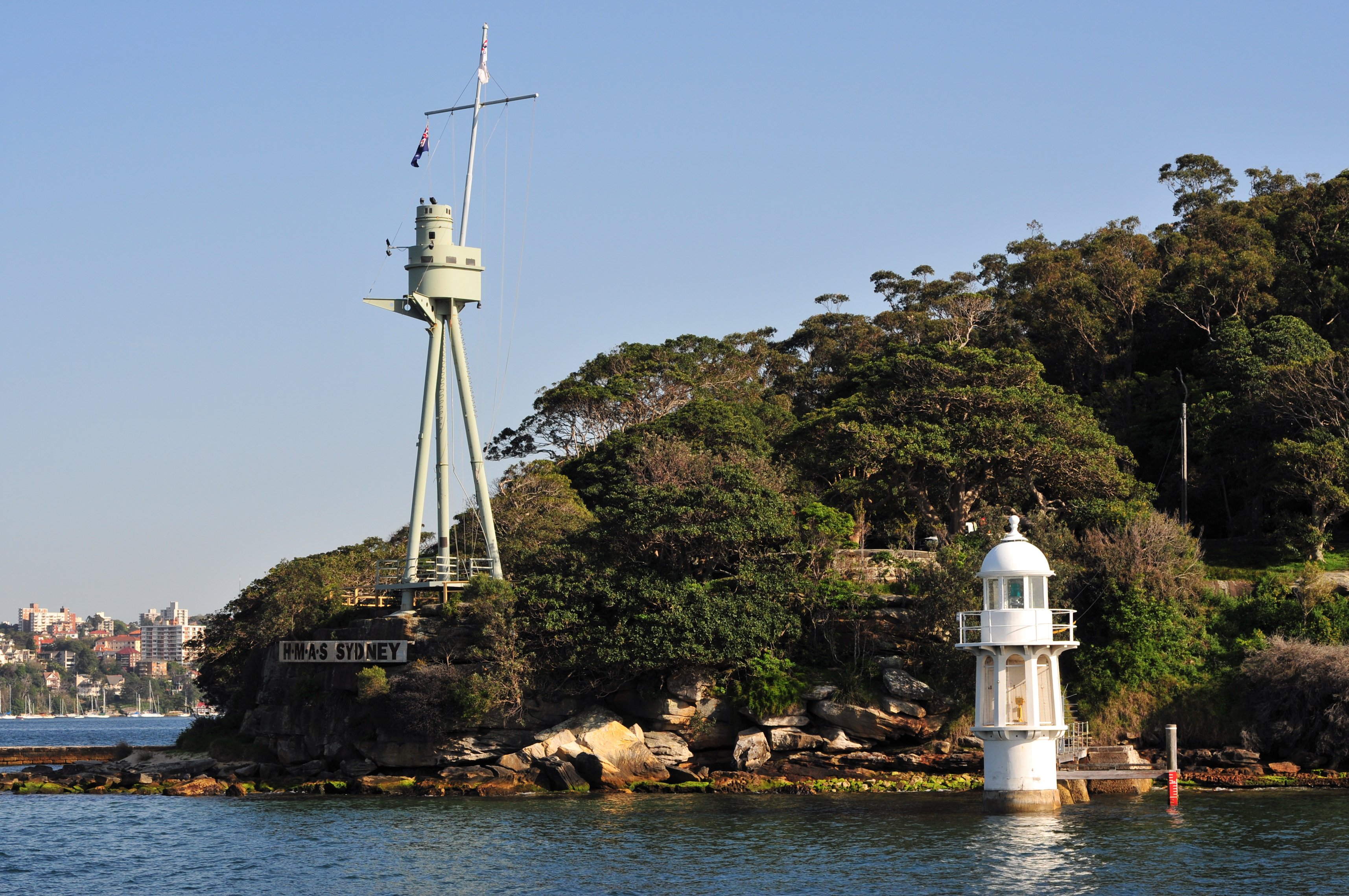
悉尼港中的悉尼号三脚前桅

1928年5月8日，悉尼号退役，1929年1月10日抵达科克图岛。在被拆除后，其三脚前桅被竖立在悉尼港内，最初是作为与埃姆登号交战的纪念，但随后被作为所有被毁灭的澳大利亚军舰和献身的水兵。船首部分，包括首柱头、首旗杆和导缆架，被埋入悉尼海港大桥下的防波堤中。

## 脚注
1. 1 2 3 4 5 6 7 8
2. 1 2 3 4  Cassells, The Capital Ships, p. 141
3. ↑  "Narrative of the Proceedings of H.M.A.S. Sydney", p. 459
4. ↑  Forstmeier, p. 20
5. ↑  Cassells, The Capital Ships, pp. 140–1
6. 1 2 3 4 5 6 7 8 9 10 11 12 13 14  Cassells, The Capital Ships, p. 143
7. 1 2  Cassells, The Capital Ships, p. 144
8. ↑  Lucas, Alan. . Afloat. February 2011, (256): 23.
9. ↑  Australian Associated Press. . PerthNow.com.au (News Limited). 1 May 2013  [3 May 2013]. （原始内容存档于2013年5月6日）.

## 深入阅读
- Drummond, Barb. . B. Drummond. 2010. ISBN 978-0-9562900-4-5.